# Phronia lepida
Phronia lepida är en tvåvingeart som beskrevs av Johannes Winnertz 1863. Phronia lepida ingår i släktet Phronia och familjen svampmyggor. Inga underarter finns listade i Catalogue of Life.